# Ženski košarkaški klub Voždovac
Lo Ženski košarkaški klub Voždovac (in cirillico serbo: Женски кошаркашки клуб Вождовац) è stata una società di pallacanestro femminile di Voždovac, municipalità di Belgrado, in Serbia.
È stata finalista della Coppa delle Coppe nel 1971-1972; ha poi partecipato a otto edizioni della Coppa Ronchetti.

## Palmarès
- Campionato jugoslavo di pallacanestro femminile: 2

1971-1972, 1974-1975
- Coppa di Jugoslavia di pallacanestro femminile: 2

1972, 1984